# Alexandre Olliero
Alexandre Olliero (La Rochelle, 15 febbraio 1996) è un calciatore francese, portiere dello Stade Reims.

## Carriera
Cresciuto nel Nantes, il 17 ottobre 2017 firma un contratto professionistico valido fino al 2023 con i Canarini; il 3 gennaio 2018 passa a titolo temporaneo al Niort. Rientrato al Nantes, il 24 maggio 2019 debutta in Ligue 1, nella partita persa per 0-1 contro lo Strasburgo. L'11 giugno 2020 passa in prestito al Pau, neopromosso in Ligue 2; il 15 giugno 2021 viene acquistato a titolo definitivo dal club della città dei Pirenei Atlantici, con cui firma un triennale.
Dopo tre stagioni con i gialloblù, nel febbraio 2023 si trasferisce allo Stade Reims per 300 mila €.

## Statistiche

### Presenze e reti nei club
Statistiche aggiornate al 4 agosto 2024.
| Stagione           | Squadra            | Campionato         | Campionato | Campionato | Coppe nazionali | Coppe nazionali | Coppe nazionali | Coppe continentali | Coppe continentali | Coppe continentali | Altre coppe | Altre coppe | Altre coppe | Totale | Totale |
| Stagione           | Squadra            | Comp               | Pres       | Reti       | Comp            | Pres            | Reti            | Comp               | Pres               | Reti               | Comp        | Pres        | Reti        | Pres   | Reti   |
| ------------------ | ------------------ | ------------------ | ---------- | ---------- | --------------- | --------------- | --------------- | ------------------ | ------------------ | ------------------ | ----------- | ----------- | ----------- | ------ | ------ |
| 2016-2017          | Nantes 2           | N2                 | 19         | -26        | -               | -               | -               | -                  | -                  | -                  | -           | -           | -           | 19     | -26    |
| gen.-giu. 2018     | Niort              | L2                 | 14         | -26        | CF+CdL          | -               | -               | -                  | -                  | -                  | -           | -           | -           | 14     | -26    |
| 2018-2019          | Nantes 2           | N2                 | 6          | -4         | -               | -               | -               | -                  | -                  | -                  | -           | -           | -           | 6      | -4     |
| 2019-2020          | Nantes 2           | N2                 | 3          | -1         | -               | -               | -               | -                  | -                  | -                  | -           | -           | -           | 3      | -1     |
| Totale Nantes 2    | Totale Nantes 2    | Totale Nantes 2    | 28         | -31        |                 | -               | -               |                    | -                  | -                  |             | -           | -           | 28     | -31    |
| 2018-2019          | Nantes             | L1                 | 1          | -1         | CF+CdL          | 0+0             | 0 + 0           | -                  | -                  | -                  | -           | -           | -           | 1      | -1     |
| 2019-2020          | Nantes             | L1                 | 0          | 0          | CF+CdL          | 0+2             | 0 + -1          | -                  | -                  | -                  | -           | -           | -           | 2      | -1     |
| Totale Nantes      | Totale Nantes      | Totale Nantes      | 1          | -1         |                 | 2               | -1              |                    | -                  | -                  |             | -           | -           | 3      | -2     |
| 2020-2021          | Pau                | L2                 | 36         | -43        | CF              | 0               | 0               | -                  | -                  | -                  | -           | -           | -           | 36     | -43    |
| 2021-2022          | Pau                | L2                 | 22         | -24        | CF              | 1               | -2              | -                  | -                  | -                  | -           | -           | -           | 23     | -26    |
| 2022-gen. 2023     | Pau                | L2                 | 20         | -24        | CF              | 1               | 0               | -                  | -                  | -                  | -           | -           | -           | 21     | -24    |
| Totale Pau         | Totale Pau         | Totale Pau         | 78         | -91        |                 | 2               | -2              |                    | -                  | -                  |             | -           | -           | 80     | -93    |
| 2023-2024          | Stade Reims 2      | N3                 | 1          | -1         | -               | -               | -               | -                  | -                  | -                  | -           | -           | -           | 1      | -1     |
| gen.-giu. 2023     | Stade Reims        | L1                 | 0          | 0          | CF              | 0               | 0               | -                  | -                  | -                  | -           | -           | -           | 0      | 0      |
| 2023-2024          | Stade Reims        | L1                 | 0          | 0          | CF              | 2               | -2              | -                  | -                  | -                  | -           | -           | -           | 2      | -2     |
| 2024-2025          | Stade Reims        | L1                 | 0          | 0          | CF              | -               | -               | -                  | -                  | -                  | -           | -           | -           | 0      | 0      |
| Totale Stade Reims | Totale Stade Reims | Totale Stade Reims | 0          | 0          |                 | 2               | -2              |                    | -                  | -                  |             | -           | -           | 2      | -2     |
| Totale carriera    | Totale carriera    | Totale carriera    | 122        | -150       |                 | 6               | -5              |                    | -                  | -                  |             | -           | -           | 128    | -155   |